# Tanglewood Numbers
Tanglewood Numbers è il quinto album in studio del gruppo musicale statunitense Silver Jews, pubblicato nel 2005.

## Tracce
Testi e musiche di David Berman, eccetto dove indicato.
1. Punks in the Beerlight – 3:31
2. Sometimes a Pony Gets Depressed – 2:37
3. K-Hole – 2:38 (David Berman, Mike Fellows)
4. Animal Shapes – 3:00
5. I'm Getting Back into Getting Back into You – 2:34
6. How Can I Love You If You Won't Lie Down – 2:01
7. The Poor, the Fair and the Good – 4:14 (Berman, Cassie Berman)
8. Sleeping Is the Only Love – 2:56
9. The Farmer's Hotel – 7:03 (Berman, Stephen Malkmus, Gate Pratt, Jeff Grosfeld)
10. There Is a Place – 4:19